# Charles Riquier
Charles Edmond Alfred Riquier (* 1853 in Amiens; † 18. Januar 1929 in Caen) war ein französischer Mathematiker, der sich mit Analysis befasste.

## Leben
Er studierte ab 1873 an der École normale supérieure, wurde 1886 promoviert, lehrte in Brest und war Professor in Caen.
1910 erhielt er den Poncelet-Preis. 1920 wurde er korrespondierendes Mitglied der Académie des sciences.

## Schriften
- Application de la théorie algébrique des formes quadratiques à la classification des lignes et des surfaces du second ordre, 1882
- Les systèmes d'équations aux dérivées partielles, Gauthier Villars 1910
- La méthode des fonctions majorantes et les systèmes d'équations aux dérivées partielles, Gauthier-Villars 1928